# Gebrochene Schrift

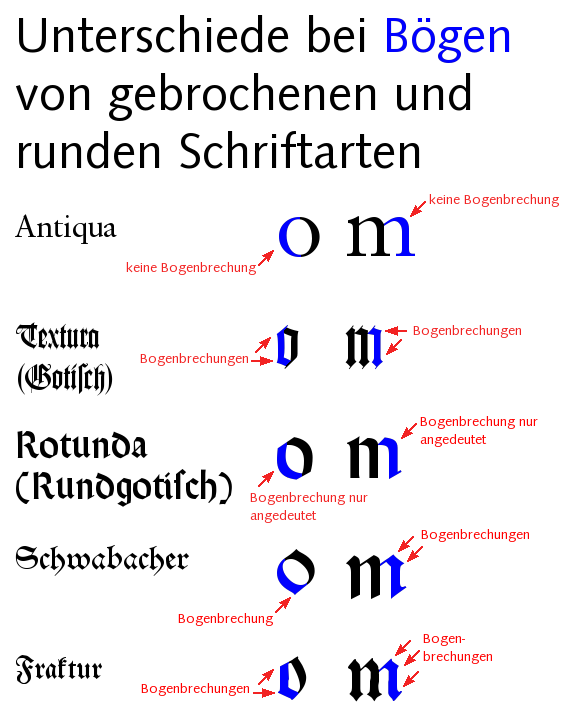
Unterschiede bei Bögen von runden (oberstes Beispiel) und gebrochenen Schriftarten (untere vier Beispiele)

Gebrochene Schrift ist eine Sammelbezeichnung für eine Reihe lateinischer Schriften bzw. Schriftarten, bei denen die Bögen eines Buchstabens ganz oder teilweise gebrochen sind, das heißt, aus einer Schreibbewegung entstehen, in der ein oder mehrere erkennbare abrupte Richtungswechsel in der Strichführung einen sichtbaren Knick im Bogen hinterlassen. Zusammen bilden sie die Schriftgattung der gebrochenen Schriften. Im Gegensatz dazu stehen die runden, nicht gebrochenen Schriftarten wie die karolingische Minuskel oder die Satzschrift Antiqua, bei denen die Bögen beim Schreiben aus einer gleichmäßig fließenden Bewegung entstehen (siehe Klassifikation der Schriften).
Gebrochene Schriften verwenden als Zierabschlüsse an den Enden der Buchstabenschäfte wenn, dann keine Serifen, sondern sogenannte Quadrangel.
In vielen Sprachen werden gebrochene Schriften auch als ‚gotisch‘ bezeichnet, in Anlehnung an Parallelen zur gotischen Architektur; in der deutschsprachigen Paläographie ist dies seltener geworden.

## Entstehung
In der Mitte des 12. Jahrhunderts entwickelte sich in Europa der Kunststil der Gotik. Eine der auffälligsten Änderungen in der Architektur war der Übergang von den romanischen Rundbögen zu den gebrochenen gotischen Spitzbögen. Dieses Stilelement der Bogenbrechung ähnelt der Entwicklung der Minuskel-Buchschriften: Aus der runden karolingischen Minuskel entstand die erste gebrochene Schriftart, die gotische Minuskel.
Eine ähnliche Entwicklung gab es auch bei den Kursiven mit der Entstehung der gebrochenen gotischen Kursive im Mittelalter. Aus ihr entstand später die deutsche Kurrentschrift.
Mit dem Einzug des Buchdrucks wurde die gebrochene Schrift auch typografisch umgesetzt. Das bekannteste Beispiel ist das älteste mit beweglichen Lettern gedruckte Buch, die Gutenberg-Bibel. In den folgenden Jahrhunderten entwickelte sich die gebrochene Schrift in ganz Europa vor allem in der Typografie weiter. In der Handschrift wurde sie vor allem im deutschsprachigen Raum als Kurrentschrift weiter gepflegt.

## Gebrochene Schriftarten

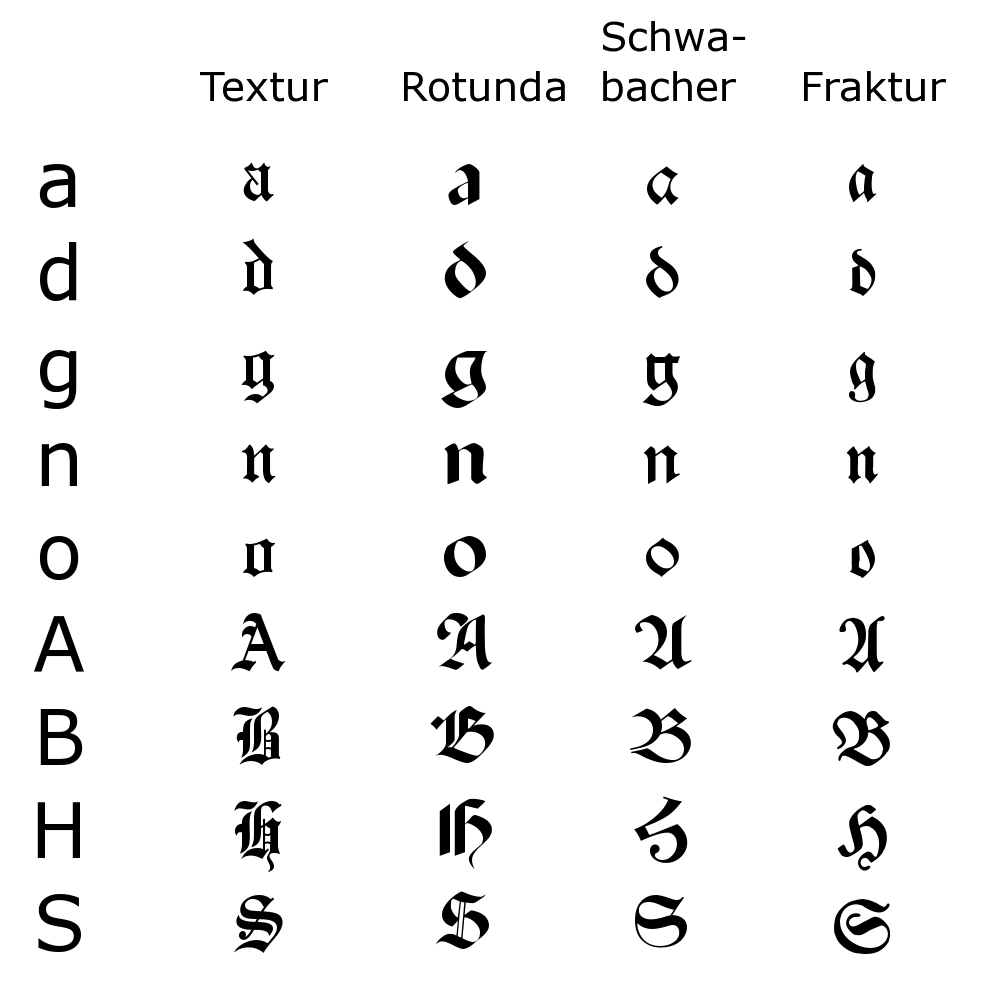
Übersicht über Unterschiede bei gebrochenen Schriften

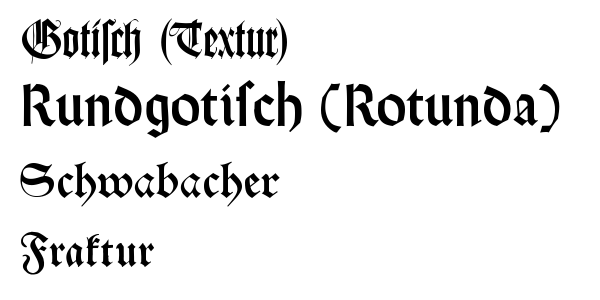
Gebrochene Schriften im typisch fehlerhaften Computersatz: Ohne Ligaturen, etwa beim ch.

Zu den gebrochenen Schriften zählen:
- Gotische Minuskel (eine Buchschrift für Manuskripte)
- Textura (eine der bekanntesten unter den „gotischen Schriften“, ursprünglich eine Buchschrift für Manuskripte, später auch eine Satzschrift)
- Rotunda („Rundgotisch“, ursprünglich eine Buchschrift für Manuskripte, später auch eine Satzschrift)
- Bastarda (ursprünglich eine Schrift für Manuskripte, auch in Kanzleien verwendet, später auch eine Satzschrift)
- Schwabacher (eine Satzschrift)
- Fraktur (eine Satzschrift)
- Deutsche Kurrentschrift (eine Schreibschrift)
  - Sütterlinschrift, deutsches Alphabet (eine spezielle Form der deutschen Kurrentschrift als Ausgangsschrift)
  - Offenbacher Schrift, deutsches Alphabet (dito)

Nach DIN 16518 werden die gebrochenen Satzschriften in die fünf Untergruppen Gotisch (Textura), Rundgotisch (Rotunda), Schwabacher, Fraktur und Fraktur-Varianten unterteilt. Eine der Besonderheiten bei einigen dieser Schriftarten ist die Beibehaltung des – früher auch in der Antiqua verwendeten – langen s, welches gemäß den Regeln insbesondere in der deutschen Sprache verwendet wird. Der gewöhnliche Kleinbuchstabe s wird in diesem Zusammenhang als Schluss-s bezeichnet.

## Verwendung
Die gebrochenen Schriften sind ein tief verwurzelter Bestandteil europäischer Schriftkultur, verloren aber im Laufe des 19. Jahrhunderts an Bedeutung. Nur im deutschen Sprachraum blieben gebrochene Schriften bis weit ins 20. Jahrhundert populär. An deutschsprachigen Schulen lernten alle Schüler gebrochene Schriften lesen und schreiben. 1941 verbannte der Normalschrifterlass die gebrochenen Schriften aus Schullehrplänen und offiziellem Schriftgebrauch. Danach verschwanden auch in Deutschland die gebrochenen Schriften rasch als Gebrauchsschriften aus dem Alltag. Letzte Reste finden sich heute nur noch bei Zeitungsköpfen, Schildern, Firmenlogos und Etiketten. Als typographisches Stilmittel stehen sie hier für Geschichtsträchtigkeit, Traditionsbewusstsein, bäuerliche Einfachheit oder Volkstümlichkeit.
Seit den 1970ern erscheinen gebrochene Schriften auch bei Jugendkulturen wie Metal, Hardcore und Gothic. Hier symbolisieren die Schriften keine Traditionspflege, sondern den Bruch mit der vorherrschenden Gegenwartskultur.
Gefängnis-Tätowierungen, insbesondere in der Schrift Old English, sind bei Skinheads und Gangsta-Rappern verbreitet. Sie knüpfen an eine Symbolik an, die der Wiener Historiker Heinrich Fichtenau 1942 in seiner Habilitationsschrift zusammenfasste: Es sei „die Antiqua die Schrift des rationalen, kühlen objektiven Denkers; die Fraktur jenes des mehr subjektiven ‚Täters‘, zumindest des mit hoher Vitalkraft Begabten, der so häufig bloss am Rande einer verpflichtenden Gemeinschaft steht, ohne ihr dienend anzugehören“.
Wegen der geringen Nachfrage nach gebrochenen Schriften und den hohen Materialkosten für Bleilettern hatten Ende der 1980er nur noch wenige Druckereien Restbestände an gebrochenen Lettern. Die Situation änderte sich jedoch mit der Entwicklung des Computersatzes. Kommerzielle Schrifthäuser und freie Typographen digitalisierten nun auch gebrochene Schriften. Heute ist eine Vielzahl hochwertiger Schriften für jeden Computerbenutzer erhältlich. In der Folge entdeckt heute eine neue Generation von Typographen diese jahrhundertealten Schriftfamilien wieder, und zwar nicht aus ideologischen Gründen, sondern vielmehr aus Interesse an den ästhetischen und handwerklichen Qualitäten der gebrochenen Schriften.